# Palaeorhiza virescens
Palaeorhiza virescens är en biart som beskrevs av Hirashima 1981. Palaeorhiza virescens ingår i släktet Palaeorhiza och familjen korttungebin. Inga underarter finns listade i Catalogue of Life.